# Antonio Isac
Antonio Isac, né à Parme en 1788 et mort dans la même ville en 1828, est un graveur au burin néo-classique italien du XIXe siècle.

## Biographie
Antonio Isac naît à Parme en 1788 et étudie la gravure auprès de Charles-Clément Bervic et Paolo Toschi. Il travaille à Paris et en Italie, principalement à Parme, se spécialisant dans les portraits, les vues historiques et les scènes de genre.
En 1813, il réalise l'œuvre iconographique du compositeur Ferdinando Paër avec Toschi à la gravure, d'après le modèle de François Gérard. Avec Toschi, il est le professeur du graveur Delfino Delfini.

## Œuvres
Liste non-exhaustive de ses gravures :
- Vittorio Alfieri, gravure par Antonio Isac et Paolo Toschi, d'après François-Xavier Fabre, XIXe siècle, Musées d'art de Harvard[6] ;
- Livie, en Muse, eau-forte et burin, Jules Antoine Vauthier et Antonio Isac, 180 × 120 mm, 1803, Bibliothèque nationale d'Espagne[7].